# Vincenzo A. Sagun
Vincenzo A. Sagun é um município de  quinta classe de renda municipal (d) na província Zamboanga do Sul, nas Filipinas. De acordo com o censo de 1 de maio  de  2020 possui uma população de 24 852 pessoas e 5 791 domicílios.